# Hands Up (песня Merk & Kremont)
«Hands Up» — песня итальянского дуэта музыкальных продюсеров Merk & Kremont при участии американской группы DNCE. Она была выпущена 6 апреля 2018 года лейблом Universal Music Group Italy. Продюсером выступили Merk and Kremont, Эудженио Маймоне и Simon Says, вокал осуществлял Джозеф Джонас. Авторами выступили продюсеры, Джонас, Джош Рекорд, Энт Уайтинг, BullySongs и Эмили Филиппс. Песня достигла 56-го места в Италии и получила платиновый статус.

## Предыстория
«Hands Up» — «необычная танцевальная композиция», которая рассказывает о Джо Джонасе, поющем о том, как «отказаться от разочаровывающих отношений», игнорируя другого человека в этих отношениях, который привёл к ухудшению ситуации, что заставляет его быть счастливым после того, как сбежать от них, и продолжать жить, особенно в припеве песни: «I throw my hands up / I’ve already made my mind up / Never get down on my luck / Never get on with my-y-y-y-y-y-y-y / Hands up / I’ve already made my mind up / Sorry I messed your life up / I’ma get on with mine-ine-ine-ine-ine-ine-ine-ine». Первое прослушивание было доступно на People за день до выхода песни. Merk & Kremont попросили DNCE исполнить песню в Милане, Италия. DNCE анонсировали песню 28 марта 2018 года вместе с обложкой и датой выхода. Официальный клип на песню от режиссёра Андреа Галло вышел 10 августа 2018 года. Хотя люди и декорации реальны, на реальных объектах присутствуют анимация и рисунки.

## Список композиций
Digital download – Single
1. "Hands Up" (featuring DNCE) – 2:46[4]

Digital download – Remixes EP
1. "Hands Up" (Neero Remix) (featuring DNCE) – 3:42
2. "Hands Up" (Brohug Remix) (featuring DNCE) – 3:27
3. "Hands Up" (Sunstars Remix) (featuring DNCE) – 3:30
4. "Hands Up" (Denis First & Reznikov Remix) (featuring DNCE) – 3:32
5. "Hands Up" (Ludwig Remix) (featuring DNCE) – 3:33
6. "Hands Up" (Raven & Kreyn Remix) (featuring DNCE) – 2:58

## Участники записи
- Merk & Kremont
  - Merk – продюсер, автор
  - Kremont – продюсер, автор
- DNCE
  - Джо Джонас – вокал, автор
  - Джек Лоулесс – ударные
  - ЧинДжу Ли – гитара
  - Коул Уиттл – басс
- Эудженио Маймоне – продюсер, автор
- Simon Says – продюсер, автор
- BullySongs – бэк-вокал, автор
- Энт Уайтинг – автор
- Эмили Филиппс – автор
- Джош Рекорд – автор

## Чарты
| Чарт (2018)   | Высшая позиция |
| ------------- | -------------- |
| Италия (FIMI) | 56             |

## Сертификации
| Регион                                                                      | Сертификация | Продажи |
| --------------------------------------------------------------------------- | ------------ | ------- |
| Италия (FIMI)                                                               | Платиновый   | 50 000  |
| Данные о продажах + прослушиваниях приведены только на основе сертификации. |              |         |